# Схиммельпеннинк ван дер Ойе, Дэвид
Дэвид Хендрик Схиммельпеннинк ван дер Ойе (англ. и нидерл. David Hendrick Schimmelpenninck van der Oye; 1957, Нидерланды — 14 марта 2022, Канада) — канадский историк-славист нидерландского происхождения. Член Канадского королевского общества, Канадской ассоциации славистов. Профессор университета Брока. Член ордена Святого Иоанна. Специализировался на истории Российской империи, в особенности на международных отношениях на Дальнем Востоке, дипломатической, интеллектуальной и военной истории.

## Биография
Родился в Нидерландах в 1957 году. По линии матери имел российское происхождение: его дед бежал из страны в составе белой армии под командованием Петра Врангеля в 1921 году. Сама мать была француженкой, а отец — голландцем. В возрасте 10 лет, в 1967 году, вместе с семьёй перебрался в Канаду, где жил постоянно за исключением нескольких лет, которые проработал в Англии и обучался в США. В детстве у него была мечта стать однажды дипломатом, однако дальнейшая военная служба в качестве резервиста Канадской армии сделала его крайне скептичным по отношению к государственной службе. Впрочем, это не помешало ему по-прежнему гордиться прохождением военной службы, а также оставаться в составе членов Канадского королевского военного института и полковой ассоциации Королевских Йоркских рейнджеров и стать автором официальной истории последних.
Вместо дипломатической службы Дэвид стал финансистом. В 1982—1985 годах он работал в Midland Doherty Ltd. в Торонто, в 1988—1989 годах — в Enskilda Securities в Лондоне. Единовременно он получал высшее образование, в 1988 году окончив Йельский университет с дипломом бакалавра искусств, в 1994 там же получил степень магистра философии по российской истории, а в 1997 году защитил диссертацию на доктора философии по истории на тему «Ex Oriente Lux: Ideologies of Empire and Russia’s Far East, 1895—1904» (с англ. — «Свет с Востока. Идеология империи и российский Дальний Восток, 1895—1904»):957. С 1989 года работал в университете Брока, доцентом, затем адъюнкт-профессором и профессором истории России.
В 2016 году оказался в центре сексуального скандала, когда его пожелавшая остаться анонимной студентка пожаловалась в CBC News, что два года назад он пригласил её и студента-парня для распития спиртных напитков. Позже, оставшись с ней наедине, сделал ей предложение сексуального характера, однако девушка сразу же ответила отказом. Позже, согласно CBC News, внутреннее расследование университета Брока подтвердило инцидент, а когда руководство университета попросило о неразглашении, студентка обратилась в СМИ. Позже аналогичное заявление сделала ещё одна девушка, однако в университете сочли, что доказательств её слов не было собрано в достаточном количестве. Позже Дэвида временно отстранили от занятий, однако в 2019 году он вернулся к преподаванию.
Скончался в возрасте 64 лет 14 марта 2022 года. Был женат, имел двух детей.

## Научно-исследовательская деятельность
Отчасти благодаря частично российскому происхождению Дэвид интересовался Россией с детства. Он был ярым сторонником космополитизма, в частотности заявляя о том, что «не иметь представления о мире за пределами собственных границ — ужасная потеря» и хотел быть «более сознательным гражданином мира». Несмотря на то, что он вырос в США и Западной Европе эпохи холодной войны, Дэвид отличался русофильским характером, утверждая о непонимании России Западом и считал своей миссией «убрать тот страх, что окружал Россию». Целью его исследований стала интеллектуальная, военная и дипломатическая история России с особым упором на её Дальний Восток, которые он изучал, «старомодно» проводя время в архивах, будучи консерватором с точки зрения процесса изучения. Дэвид является автором двух основных монографий «Навстречу Восходящему солнцу. Как имперское мифотворчество привело Россию к войне с Японией» и «Русский ориентализм. Азия в российском сознании от эпохи Петра Великого до Белой эмиграции» (обе переведены на русский язык). Вторая работа получила от Рэйчел Полонски особо позитивный отзыв в Times Literary Supplement: она писала, что Дэвид «обладает талантом выразительного и меткого повествования». Другие авторы описывали работу как увлекательную, эрудированную, полную сюрпризов, умную, хорошо информирующую и увлекательно представленную. Обе работы являются отличным пособием для изучения истории Русского Востока и международных отношений России и Японии. Кроме этого учёный написал несколько других работ, в частности является соавтором второго тома «Кембриджской истории России».
Дэвид ушёл на пенсию достаточно рано из-за проблем со здоровьем, однако до конца дней продолжал работу, в частности занимался исследованиями российского завоевания Центральной Азии. Был членом Канадской ассоциации славистов и Канадского королевского общества. Проводил открытые лекции в России.

## Работы

### Диссертация
- Schimmelpenninck van der Oye, David Hendrick. Ex Oriente Lux : ideologies of empire and Russia's Far East, 1895—1904 : Thesis (Ph.D.) :  [англ.]. — New Heaven : Yale University, 1997. — 416 p.

### Книги на английском
- Toward the Rising Sun : Russian Ideologies of Empire and the Path to War with Japan (англ.). — DeKalb: Northern Illinois University Press, 2001. — XIII, 329 p. — (NIU Series in Slavic, East European, and Eurasian Studies). — ISBN 08-758-0276-1. — ISBN 978-0-875-80276-3.
- The Russo-Japanese War // The Military History of Tsarist Russia (англ.) / ed. by Frederick W. Kagan and Robin Higham[англ.]. — New York: Palgrave Macmillan, a division of Nature America Inc., 2002. — P. 183—201. — VI, 266 p. — ISBN 978-0-312-22635-0. — doi:10.1007/978-0-230-10822-6.
- Restricted Access «To Build a Great Russia» : Civil-Military Relations in the Third Duma, 1907—12 // The Military and Society in Russia, 1450—1917 (англ.) / ed. by Eric Lohr[англ.] and Marshall Poe. — Leiden: BRILL, 2002. — P. 293—321. — XVIII, 550 p. — (History of Warfare, vol. 14). — ISBN 978-90-47-40107-0. — ISBN 978-90-04-12273-4. — doi:10.1163/9789047401070_019.
- Russian foreign policy, 1815—1917 // The Cambridge History of Russia (англ.) / ed. by Dominic Lieven. — Cambridge: Cambridge University Press, 2006. — Vol. 2, Imperial Russia, 1689—1917. — P. 554—575. — 794 p. — ISBN 05-21-81529-0. — ISBN 978-0-521-81529-1.
- The Russo-Japanese War in Global Perspective : World War Zero (англ.) / ed. by John W. Steinberg, Bruce W. Menning, David Schimmelpenninck Van Der Oye, David Wolff, Shinji Yokote. — Leiden: Brill Academic Publishers, 2006. — LXXIII, 599 p. — (History of Warfare, vol. 29). — ISBN 90-041-4284-3. — ISBN 978-9-004-14284-8. — doi:10.1163/ej.9789004154162.i-583.2.
- Atroshchenko Olʹga, Bagdami︠a︡n Irina, Bulatov V. Ė, Schimmelpenninck van der Oye David, Solovʹeva Karina. Russia's Unknown Orient : Orientalist Paintings 1850—1920 (англ.) / ed. by Инесса Коутеиникова, Patty Wageman. — Rotterdam / Oostkamp: NAi Uitgevers / Publishers Stichting, 2010. — 222 p. — ISBN 90-566-2762-7. — ISBN 978-9-056-62762-1.
- Betteley Marie, Schimmelpenninck van der Oye David. Beyond Fabergé : Imperial Russian Jewelry (англ.). — Atglen, PA: Schiffer Publishing[англ.], 2020. — 384 p. — ISBN 07-643-6043-4. — ISBN 978-0-764-36043-5.
- Russian Orientalism : Asia in the Russian Mind from Peter the Great to the Emigration (англ.). — 2nd complete ed. — New Heaven: Yale University Press, 2021. — XII, 298 p. — ISBN 03-00-16289-8. — ISBN 978-0-300-16289-9.

### Переводы на русский
- Навстречу Восходящему солнцу. Как имперское мифотворчество привело Россию к войне с Японией = Toward the Rising Sun : Russian Ideologies of Empire and the Path to War with Japan / перевод с англ. — М.: Новое литературное обозрение, 2009. — 423 с. — (Historia Rossica). — 2000 экз. — ISBN 978-5-86793-709-6.
- Русский ориентализм. Азия в российском сознании от эпохи Петра Великого до Белой эмиграции = Russian Orientalism : Asia in the Russian Mind from Peter the Great to the Emigration / перевод с англ П. Бавина. — М.: Полиграфическая энциклопедия, 2019. — 287 с. — ISBN 978-5-824-32334-4.